# جفیونتیند
جفیونتیند (به لاتین: Gefiontinde) یک نوناتاک در گرینلند است که در پارک ملی شمال شرق گرینلند واقع شده‌است. جفیونتیند ۲٬۳۶۴ متر بالاتر از سطح دریا واقع شده‌است.